# Wladimir Kirillowitsch Romanow

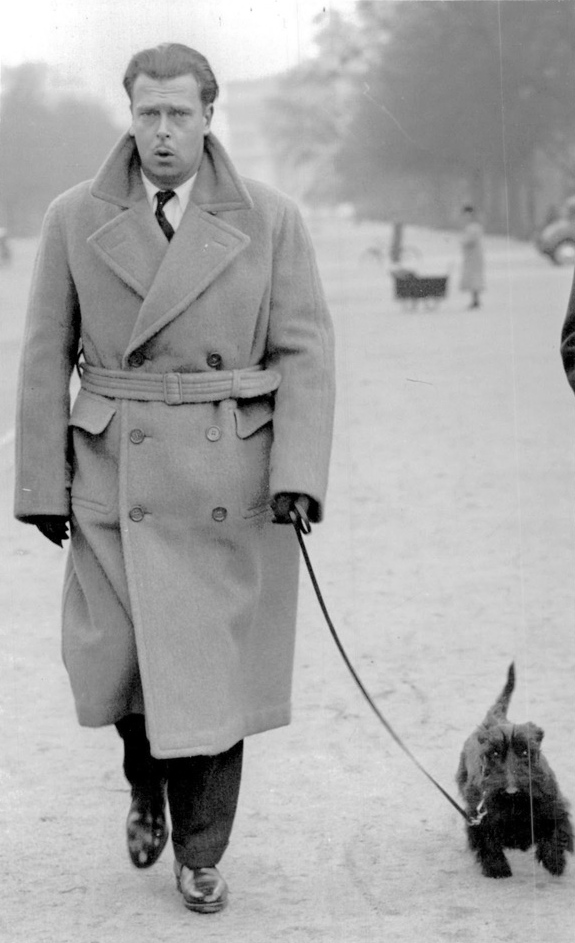
Wladimir Kirillowitsch Romanow 1938 in Paris

Wladimir Kirillowitsch Romanow (russisch Владимир Кириллович, wiss. Transliteration Vladimir Kirillovič; * 30. August 1917 bei Porvoo; † 21. April 1992 in Miami, Florida) war von 1938 bis zu seinem Tod das Oberhaupt des Hauses Romanow, russischer Thronprätendent und führte bei seiner Geburt den Titel Großfürst von Russland.

## Leben
Wladimir war der einzige Sohn von Großfürst Kyrill Wladimirowitsch Romanow und als solcher ein Urenkel des Zaren Alexanders II., Großneffe Zar Alexanders III. und Urenkel der britischen Königin Victoria. Wladimir Kirillowitsch Romanow wurde erst kurz nach dem Sturz der Monarchie in der Februarrevolution 1917 in Finnland geboren, wohin sich seine Familie und zur gleichen Zeit auch Lenin zurückgezogen hatte.
Wladimir wuchs erst in Coburg, der Heimat seiner Mutter Victoria Melita von Sachsen-Coburg und Gotha, später in Paris auf. Seit 1924 in monarchistischen Kreisen entsprechend den alten russischen Regelungen zur Bezeichnung der Thronfolger als Großfürst und „Thronfolger“ (Zarewitsch) betitelt, übernahm er nach dem Tod seines Vaters 1938 die Stellung als Oberhaupt des früheren Zarenhauses Romanow-Holstein-Gottorp. Damit wurde er auch zum Großmeister der russischen Hausorden. 
Am 13. August 1948 schloss Wladimir die Ehe mit Leonida Georgievna Bagration-Moukhransky (1914–2010), eine Nachfahrin der Bagratiden, einer Dynastie ehemaliger georgischer Könige. Einziges Kind aus dieser Verbindung ist Marija Wladimirowna Romanowa, die am 23. Dezember 1953 geboren wurde.
1988 gründete er den neuen Orden des Erzengels Michael. 
Am 5. Juni 1991 proklamierte der Zentristische Block der Linken und der Russischen Nationalen Partei ihn zum „Zaren Wladimir I.“
Im Jahr 1992 starb Wladimir an einem Herzinfarkt und wurde mit allen Ehren als erster Romanow nach dem Ende der Zarenherrschaft in der Peter-und-Paul-Festung in Sankt Petersburg beigesetzt.

## Commonwealth statt Auseinanderfall
Nicht erst seit dem Moskauer Putschversuch 1991 vertrat Wladimir die Meinung, die russische konstitutionelle Monarchie hätte den Zerfall der Sowjetunion verhindern können. Die bisherigen Unionsrepubliken sollten ähnlich dem britischen Commonwealth durch die Personalunion des Staatschefs und einen freien Wirtschaftsblock verbunden sein. Der Zar stünde an der Spitze, Führungspolitiker wie Gorbatschow oder Jelzin würden dessen Vertreter sein.
Siehe auch: Gemeinschaft Unabhängiger Staaten (Commonwealth of Independent States)

## Erbstreit
Wladimirs einziges Kind Marija Wladimirowna Romanowa heiratete 1976 Franz Wilhelm Prinz von Preußen und bekam mit ihm 1981 den Sohn Georgi Michailowitsch Romanow. Dieser wurde nach Wladimirs Tod von orthodoxen Nationalisten zum russischen Thronanwärter proklamiert, doch ist dies unter den russischen Monarchisten nicht allgemein anerkannt. Auch Georg Friedrich von Preußen, der Enkel von Wladimirs Schwager Louis Ferdinand, gilt manchen Anhängern der Romanows als Thronanwärter.